# Schatjes!
Schatjes! is een Nederlandse komische film uit 1984 geregisseerd door Ruud van Hemert en geproduceerd door Chris Brouwer en Haig Balian.

## Achtergrond
De opnames van Schatjes! vonden plaats in 1983. Voor Ruud van Hemert was Schatjes! zijn eerste bioscoopfilm, nadat hij eerder succes had als de televisieregisseur van Wim T. Schippers' De Fred Haché Show en Barend is weer bezig!. Het merendeel van de film werd gedraaid in Noord-Brabant. De witte villa van de familie Gisberts is een huis uit 1921, aan de Dr. Batenburglaan 157 in Breda. Voor de gevechtshelikopters werd gebruikgemaakt van materieel van de divisie Licht Vliegwezen van de Belgische Landmacht. Zo vliegt John Gisberts met een Aérospatiale Alouette II-helikopter. Er werden diverse luxewagens gebruikt in de film. John Gisberts rijdt in een Buick LeSabre uit 1976, zijn vrouw Danny een Chevrolet Caprice Classic uit 1975. Tennisleraar Dennis rijdt een Chevrolet Camaro uit 1973. Hoewel de film geen musical is, verandert de film na vijf kwartier plotseling van stijl als Erik Koningsberger vanuit het niets het lied Ze zijn voorbij, alle uren van tederheid zingt voor Madelon.

## Ontvangst
Schatjes! was enorm populair, mede vanwege het controversiële verhaal, de originele uitwerking ervan en de erg grove en inktzwarte humor. De film trok 1.048.168 bezoekers naar de bioscoop en was na Flodder, Ciske de Rat en Spetters de succesvolste Nederlandse speelfilm uit de jaren tachtig.
Na Schatjes! maakte Van Hemert in 1986 een vervolg met Mama is boos!, een film waarin hetzelfde gezin weer centraal staat maar waarin nu de ouders met elkaar op de vuist gaan, met als inzet de kinderen. De personages Madelon en Thijs werden echter geschrapt uit het vervolg, waardoor Akkemay en Frank Schaafsma niet hun opwachting maken in de vervolgfilm, maar komen indirect nog voorbij; bij het ontbijt op bed krijgen Danny en John een telegram van Madelon en Dennis en later zijn er foto's te zien van Madelon en Thijs.

## Verhaal
In het gezin Gisberts zijn de vier kinderen (Madelon, Thijs, Jan-Julius en Valentijn) erg lastig. De oudste, Thijs, begluurt zijn zus en is steengoed in het maken van (rook)bommen en dergelijken om practical jokes met zijn ouders uit te halen. Madelon is evenals moeder Danny verliefd op de jonge tennisleraar Dennis, en ze zijn in hevige concurrentiestrijd verwikkeld. De jongere jongetjes Jan-Julius en Valentijn halen in hun kinderlijke onnozelheid allerlei kattenkwaad uit en luisteren eigenlijk alleen nog maar als hun chocola wordt aangeboden. Vader John, die bij de luchtmacht werkt, observeert zijn gezin vanuit zijn helikopter tijdens de legeroefeningen waar hij als militair aan meedoet, tot ergernis van zijn collega's. De zaak escaleert als Thijs een practical joke met zijn zus uithaalt waardoor moeder Danny haar met Dennis betrapt en de badkamer overstroomt. Thijs en Madelon besluiten de handen ineen te slaan en verschansen zich in het schuurtje, dat ze barricaderen.
De ouders, John en Danny, besluiten hierop de oudste twee kinderen naar de strenge kostschool Denneheuvel te sturen. De kinderen bedwelmen hun ouders en droppen ze, barricaderen het huis en verschansen zich daarin. Danny klimt op een ladder om haar kinderen via een raam op de eerste etage te overreden hen binnen te laten, maar de kinderen duwen haar ladder om, waardoor ze een been breekt. John krijgt hulp van collega's, waaronder zijn meerdere Pete Stewart, om binnen te komen. Dit lijkt te lukken totdat Jan-Julius met een pistool van zijn vader zwaait dat hij heeft gevonden (menend dat het een waterpistool is), en de militairen in paniek afdruipen. Beide ouders verschansen zich in een hotel en drinken zich een stuk in de kraag. De kinderen hebben ondertussen een groot probleem want ze hebben geen geld om eten te kopen en het huis wordt steeds viezer en rommeliger. 
Tot Danny's ontzetting komt Dennis in het huis op bezoek en brengt eten mee. Madelons liefde voor Dennis is bekoeld, maar nadat hij een lied zingt is het weer aan. John slaagt erin 's nachts het huis binnen te komen (in een scene die aan The Shining doet denken, inclusief bijl), waarna de kinderen met een van de auto's op de vlucht slaan. De ouders nemen de andere auto en zetten de achtervolging in. John rijdt te hard en is nog stomdronken, waardoor hij te laat reageert. Uiteindelijk komen de ouders bij wegwerkzaamheden met hun auto in een gat in de weg terecht. Dit wordt niet opgemerkt door de werklui, en het gat wordt volgestort met beton. De film eindigt met een aantal korte levensbeschrijvingen van de kinderen.

## Rolverdeling
| Acteur             | Personage                |
| ------------------ | ------------------------ |
| Peter Faber        | John Gisberts            |
| Geert de Jong      | Danny Gisberts           |
| Akkemay            | Madelon Gisberts         |
| Frank Schaafsma    | Thijs Gisberts           |
| Pepijn Zomer       | Jan-Julius Gisberts      |
| Olivier Zomer      | Valentijn Gisberts       |
| Rijk de Gooyer     | Pete Stewart             |
| Erik Koningsberger | Dennis                   |
| Arie van Riet      | John Wyatt               |
| Esgo Heil          | Bewaker Denneheuvel      |
| Rolf Weber         | Bewaker Denneheuvel      |
| Cees van Oyen      | Bewaker Denneheuvel      |
| Sue Ellen Somer    | Verpleegster Denneheuvel |
| Gerbin Stet        | Robin                    |

## Boekadaptatie
- Allard Schröder - Schatjes! (1984, Luitingh)